# Спортсменство
Спортменството е стремеж и предразположение от спортистите да упражняват спорт без враждебност към останалите.
Това предполага да проявяват честност, етичност, уважение и чувство на дружелюбие към противниците в спорта.
Изразът „Не умеещ да губи“ се отнася до онзи, който не понася добре поражението, докато спортсмен означава да умее както да побеждава, така и да губи, като винаги проявява учтивост към останалите в спортна игра.